# Tour de Eslovaquia 2017
La 61.ª edición del Tour de Eslovaquia se celebró entre el 7 y el 11 de junio de 2017 con inicio en la ciudad de Levoča y final en la ciudad de Trnava. El recorrido consistió de un total de 5 etapas sobre una distancia total de 761,1 km.
La carrera formó parte del circuito UCI Europe Tour 2017 dentro de la categoría 2.1 y fue ganada por el ciclista esloveno Jan Tratnik del equipo CCC Sprandi Polkowice. El podio lo completaron, en segundo lugar el ciclista italiano Mattia Cattaneo del equipo Androni-Sidermec-Bottecchia y en tercer lugar el ciclista polaco Piotr Brożyna del equipo CCC Sprandi Polkowice.

## Equipos participantes
Tomaron la partida un total de 25 equipos, de los cuales 5 fueron de Profesional Continental, 16 Continentales y 4 Selecciones nacionales, quienes conformaron un pelotón de 146 ciclistas de los cuales terminaron 120. Los equipos participantes fueron:
| Equipos continentales profesionales (5)- Androni Giocattoli - CCC Sprandi Polkowice - Gazprom-RusVelo - Israel Cycling Academy - Manzana Postobón Equipos continentales (16)- 0711/Cycling - Amore & Vita-Selle SMP-Fondriest - Amplatz-BMC - Astana City - Bike Aid - Dukla Banská Bystrica - Elkov-Author - Kolss - Massi-Kuwait Cycling Project - Marlux-Napoleon Games - Meridiana Kamen - Monkey Town Continental - Rietumu Banka-Riga - Synergy Baku Project - Unieuro Trevigiani-Hemus 1896 - WSA-Greenlife Equipos nacionales (4)- República Checa - Rusia - Eslovaquia - Hungría |
| |

## Recorrido
| Etapa     | Fecha     | Recorrido                | type                   | Distancia (km) | Ganador          | Líder       |
| --------- | --------- | ------------------------ | ---------------------- | -------------- | ---------------- | ----------- |
| Prólogo   | 7 de jun  | Levoča – Levoča          | prólogo                | 3,7            | Jan Tratnik      | Jan Tratnik |
| 1.ª etapa | 8 de jun  | Levoča – Banská Bystrica | etapa escarpada        | 211,8          | Mihkel Räim      | Jan Tratnik |
| 2.ª etapa | 9 de jun  | Banská Bystrica – Nitra  | etapa de montaña       | 172            | Matteo Malucelli | Jan Tratnik |
| 3.ª etapa | 10 de jun | Nitra – Trnava           | etapa escarpada        | 221,1          | Matej Mugerli    | Jan Tratnik |
| 4.ª etapa | 11 de jun | Trnava – Trnava          | etapa de media montaña | 152,5          | Iván Savitski    | Jan Tratnik |

### Prólogo
Levoča – Levoča (3,7 km)
| \| Clasificación de la etapa \| Clasificación de la etapa \| Clasificación de la etapa \| Clasificación de la etapa \| Clasificación de la etapa \| \| Ciclista \| Ciclista \| Equipo \| Tiempo \| \| \| ------------------------- \| ------------------------- \| --------------------------- \| ------------------------- \| ------------------------- \| \| 1.º \| Jan Tratnik \| CCC Sprandi Polkowice \| 4 min 43 s \| \| \| 2.º \| Josef Černý \| Elkov-Author \| + 7 s \| \| \| 3.º \| Mattia Cattaneo \| Androni-Sidermec-Bottecchia \| + 15 s \| \| \| 4.º \| Matej Mugerli \| Amplatz-BMC \| + 19 s \| \| \| 5.º \| Piotr Brożyna \| CCC Sprandi Polkowice \| + 19 s \| \| \| 6.º \| Ricardo Vilela \| Manzana Postobón \| + 20 s \| \| \| 7.º \| Marcin Białobłocki \| CCC Sprandi Polkowice \| + 20 s \| \| \| 8.º \| Tomáš Bucháček \| Elkov-Author \| + 20 s \| \| \| 9.º \| František Sisr \| CCC Sprandi Polkowice \| + 20 s \| \| \| 10.º \| Marco Frapporti \| Androni-Sidermec-Bottecchia \| + 21 s \| \| |                    |                             |            |
| |                    |                             |            |
| Fuente: ProCyclingStats |                    |                             |            |
| Clasificación de la etapa |                    |                             |            |
| Ciclista | Ciclista           | Equipo                      | Tiempo     |
| 1.º | Jan Tratnik        | CCC Sprandi Polkowice       | 4 min 43 s |
| 2.º | Josef Černý        | Elkov-Author                | + 7 s      |
| 3.º | Mattia Cattaneo    | Androni-Sidermec-Bottecchia | + 15 s     |
| 4.º | Matej Mugerli      | Amplatz-BMC                 | + 19 s     |
| 5.º | Piotr Brożyna      | CCC Sprandi Polkowice       | + 19 s     |
| 6.º | Ricardo Vilela     | Manzana Postobón            | + 20 s     |
| 7.º | Marcin Białobłocki | CCC Sprandi Polkowice       | + 20 s     |
| 8.º | Tomáš Bucháček     | Elkov-Author                | + 20 s     |
| 9.º | František Sisr     | CCC Sprandi Polkowice       | + 20 s     |
| 10.º | Marco Frapporti    | Androni-Sidermec-Bottecchia | + 21 s     |

| \| Clasificación general \| Clasificación general \| Clasificación general \| Clasificación general \| Clasificación general \| \| Ciclista \| Ciclista \| Equipo \| Tiempo \| \| \| --------------------- \| --------------------- \| --------------------------- \| --------------------- \| --------------------- \| \| 1.º \| Jan Tratnik \| CCC Sprandi Polkowice \| 4 min 43 s \| \| \| 2.º \| Josef Černý \| Elkov-Author \| + 7 s \| \| \| 3.º \| Mattia Cattaneo \| Androni-Sidermec-Bottecchia \| + 15 s \| \| \| 4.º \| Matej Mugerli \| Amplatz-BMC \| + 19 s \| \| \| 5.º \| Piotr Brożyna \| CCC Sprandi Polkowice \| + 19 s \| \| \| 6.º \| Ricardo Vilela \| Manzana Postobón \| + 20 s \| \| \| 7.º \| Marcin Białobłocki \| CCC Sprandi Polkowice \| + 20 s \| \| \| 8.º \| Tomáš Bucháček \| Elkov-Author \| + 20 s \| \| \| 9.º \| František Sisr \| CCC Sprandi Polkowice \| + 20 s \| \| \| 10.º \| Marco Frapporti \| Androni-Sidermec-Bottecchia \| + 21 s \| \| |                    |                             |            |
| |                    |                             |            |
| Fuente: ProCyclingStats |                    |                             |            |
| Clasificación general |                    |                             |            |
| Ciclista | Ciclista           | Equipo                      | Tiempo     |
| 1.º | Jan Tratnik        | CCC Sprandi Polkowice       | 4 min 43 s |
| 2.º | Josef Černý        | Elkov-Author                | + 7 s      |
| 3.º | Mattia Cattaneo    | Androni-Sidermec-Bottecchia | + 15 s     |
| 4.º | Matej Mugerli      | Amplatz-BMC                 | + 19 s     |
| 5.º | Piotr Brożyna      | CCC Sprandi Polkowice       | + 19 s     |
| 6.º | Ricardo Vilela     | Manzana Postobón            | + 20 s     |
| 7.º | Marcin Białobłocki | CCC Sprandi Polkowice       | + 20 s     |
| 8.º | Tomáš Bucháček     | Elkov-Author                | + 20 s     |
| 9.º | František Sisr     | CCC Sprandi Polkowice       | + 20 s     |
| 10.º | Marco Frapporti    | Androni-Sidermec-Bottecchia | + 21 s     |

### 1.ª etapa
Levoča – Banská Bystrica (211,8 km)
| \| Clasificación de la etapa \| Clasificación de la etapa \| Clasificación de la etapa \| Clasificación de la etapa \| Clasificación de la etapa \| \| Ciclista \| Ciclista \| Equipo \| Tiempo \| \| \| ------------------------- \| ------------------------- \| ------------------------- \| ------------------------- \| ------------------------- \| \| 1.º \| Mihkel Räim \| Israel Cycling Academy \| 5 h 06 min 20 s \| \| \| 2.º \| Kevin Pauwels \| Marlux-Napoleon Games \| + 0 s \| \| \| 3.º \| Davide Mucelli \| Meridiana Kamen \| + 0 s \| \| \| 4.º \| Sergio Higuita \| Manzana Postobón \| + 0 s \| \| \| 5.º \| Dennis van Winden \| Israel Cycling Academy \| + 0 s \| \| \| 6.º \| Jan Tratnik \| CCC Sprandi Polkowice \| + 0 s \| \| \| 7.º \| Dieter Vanthourenhout \| Marlux-Napoleon Games \| + 0 s \| \| \| 8.º \| Paweł Cieślik \| Elkov-Author \| + 0 s \| \| \| 9.º \| Matvey Nikitin \| Astana City \| + 0 s \| \| \| 10.º \| Ricardo Vilela \| Manzana Postobón \| + 0 s \| \| |                       |                        |                 |
| |                       |                        |                 |
| Fuente: ProCyclingStats |                       |                        |                 |
| Clasificación de la etapa |                       |                        |                 |
| Ciclista | Ciclista              | Equipo                 | Tiempo          |
| 1.º | Mihkel Räim           | Israel Cycling Academy | 5 h 06 min 20 s |
| 2.º | Kevin Pauwels         | Marlux-Napoleon Games  | + 0 s           |
| 3.º | Davide Mucelli        | Meridiana Kamen        | + 0 s           |
| 4.º | Sergio Higuita        | Manzana Postobón       | + 0 s           |
| 5.º | Dennis van Winden     | Israel Cycling Academy | + 0 s           |
| 6.º | Jan Tratnik           | CCC Sprandi Polkowice  | + 0 s           |
| 7.º | Dieter Vanthourenhout | Marlux-Napoleon Games  | + 0 s           |
| 8.º | Paweł Cieślik         | Elkov-Author           | + 0 s           |
| 9.º | Matvey Nikitin        | Astana City            | + 0 s           |
| 10.º | Ricardo Vilela        | Manzana Postobón       | + 0 s           |

| \| Clasificación general \| Clasificación general \| Clasificación general \| Clasificación general \| Clasificación general \| \| Ciclista \| Ciclista \| Equipo \| Tiempo \| \| \| --------------------- \| --------------------- \| --------------------------- \| --------------------- \| --------------------- \| \| 1.º \| Jan Tratnik \| CCC Sprandi Polkowice \| 5 h 10 min 57 s \| \| \| 2.º \| Josef Černý \| Elkov-Author \| + 13 s \| \| \| 3.º \| Mattia Cattaneo \| Androni-Sidermec-Bottecchia \| + 21 s \| \| \| 4.º \| Marco Frapporti \| Androni-Sidermec-Bottecchia \| + 24 s \| \| \| 5.º \| Piotr Brożyna \| CCC Sprandi Polkowice \| + 25 s \| \| \| 6.º \| Ricardo Vilela \| Manzana Postobón \| + 26 s \| \| \| 7.º \| Mihkel Räim \| Israel Cycling Academy \| + 26 s \| \| \| 8.º \| Tomáš Bucháček \| Elkov-Author \| + 26 s \| \| \| 9.º \| Krists Neilands \| Israel Cycling Academy \| + 26 s \| \| \| 10.º \| Eli Iserbyt \| Marlux-Napoleon Games \| + 27 s \| \| |                 |                             |                 |
| |                 |                             |                 |
| Fuente: ProCyclingStats |                 |                             |                 |
| Clasificación general |                 |                             |                 |
| Ciclista | Ciclista        | Equipo                      | Tiempo          |
| 1.º | Jan Tratnik     | CCC Sprandi Polkowice       | 5 h 10 min 57 s |
| 2.º | Josef Černý     | Elkov-Author                | + 13 s          |
| 3.º | Mattia Cattaneo | Androni-Sidermec-Bottecchia | + 21 s          |
| 4.º | Marco Frapporti | Androni-Sidermec-Bottecchia | + 24 s          |
| 5.º | Piotr Brożyna   | CCC Sprandi Polkowice       | + 25 s          |
| 6.º | Ricardo Vilela  | Manzana Postobón            | + 26 s          |
| 7.º | Mihkel Räim     | Israel Cycling Academy      | + 26 s          |
| 8.º | Tomáš Bucháček  | Elkov-Author                | + 26 s          |
| 9.º | Krists Neilands | Israel Cycling Academy      | + 26 s          |
| 10.º | Eli Iserbyt     | Marlux-Napoleon Games       | + 27 s          |

### 2.ª etapa
Banská Bystrica – Nitra (172 km)
| \| Clasificación de la etapa \| Clasificación de la etapa \| Clasificación de la etapa \| Clasificación de la etapa \| Clasificación de la etapa \| \| Ciclista \| Ciclista \| Equipo \| Tiempo \| \| \| ------------------------- \| ------------------------- \| -------------------------------- \| ------------------------- \| ------------------------- \| \| 1.º \| Matteo Malucelli \| Androni-Sidermec-Bottecchia \| 4 h 11 min 50 s \| \| \| 2.º \| Jan Tratnik \| CCC Sprandi Polkowice \| + 0 s \| \| \| 3.º \| Matej Mugerli \| Amplatz-BMC \| + 0 s \| \| \| 4.º \| Marco Benfatto \| Androni-Sidermec-Bottecchia \| + 0 s \| \| \| 5.º \| Zakkari Dempster \| Israel Cycling Academy \| + 0 s \| \| \| 6.º \| Josef Černý \| Elkov-Author \| + 0 s \| \| \| 7.º \| Marco Zamparella \| Amore & Vita-Selle SMP-Fondriest \| + 0 s \| \| \| 8.º \| Marco Zanotti \| Monkey Town Continental \| + 0 s \| \| \| 9.º \| Rok Korošec \| Amplatz-BMC \| + 0 s \| \| \| 10.º \| Iván Savitski \| Gazprom-RusVelo \| + 0 s \| \| |                  |                                  |                 |
| |                  |                                  |                 |
| Fuente: ProCyclingStats |                  |                                  |                 |
| Clasificación de la etapa |                  |                                  |                 |
| Ciclista | Ciclista         | Equipo                           | Tiempo          |
| 1.º | Matteo Malucelli | Androni-Sidermec-Bottecchia      | 4 h 11 min 50 s |
| 2.º | Jan Tratnik      | CCC Sprandi Polkowice            | + 0 s           |
| 3.º | Matej Mugerli    | Amplatz-BMC                      | + 0 s           |
| 4.º | Marco Benfatto   | Androni-Sidermec-Bottecchia      | + 0 s           |
| 5.º | Zakkari Dempster | Israel Cycling Academy           | + 0 s           |
| 6.º | Josef Černý      | Elkov-Author                     | + 0 s           |
| 7.º | Marco Zamparella | Amore & Vita-Selle SMP-Fondriest | + 0 s           |
| 8.º | Marco Zanotti    | Monkey Town Continental          | + 0 s           |
| 9.º | Rok Korošec      | Amplatz-BMC                      | + 0 s           |
| 10.º | Iván Savitski    | Gazprom-RusVelo                  | + 0 s           |

| \| Clasificación general \| Clasificación general \| Clasificación general \| Clasificación general \| Clasificación general \| \| Ciclista \| Ciclista \| Equipo \| Tiempo \| \| \| --------------------- \| --------------------- \| --------------------------- \| --------------------- \| --------------------- \| \| 1.º \| Jan Tratnik \| CCC Sprandi Polkowice \| 9 h 22 min 40 s \| \| \| 2.º \| Josef Černý \| Elkov-Author \| + 20 s \| \| \| 3.º \| Ricardo Vilela \| Manzana Postobón \| + 28 s \| \| \| 4.º \| Mattia Cattaneo \| Androni-Sidermec-Bottecchia \| + 28 s \| \| \| 5.º \| Marco Frapporti \| Androni-Sidermec-Bottecchia \| + 31 s \| \| \| 6.º \| Piotr Brożyna \| CCC Sprandi Polkowice \| + 32 s \| \| \| 7.º \| Mihkel Räim \| Israel Cycling Academy \| + 33 s \| \| \| 8.º \| Tomáš Bucháček \| Elkov-Author \| + 33 s \| \| \| 9.º \| Krists Neilands \| Israel Cycling Academy \| + 33 s \| \| \| 10.º \| Egan Bernal \| Androni-Sidermec-Bottecchia \| + 34 s \| \| |                 |                             |                 |
| |                 |                             |                 |
| Fuente: ProCyclingStats |                 |                             |                 |
| Clasificación general |                 |                             |                 |
| Ciclista | Ciclista        | Equipo                      | Tiempo          |
| 1.º | Jan Tratnik     | CCC Sprandi Polkowice       | 9 h 22 min 40 s |
| 2.º | Josef Černý     | Elkov-Author                | + 20 s          |
| 3.º | Ricardo Vilela  | Manzana Postobón            | + 28 s          |
| 4.º | Mattia Cattaneo | Androni-Sidermec-Bottecchia | + 28 s          |
| 5.º | Marco Frapporti | Androni-Sidermec-Bottecchia | + 31 s          |
| 6.º | Piotr Brożyna   | CCC Sprandi Polkowice       | + 32 s          |
| 7.º | Mihkel Räim     | Israel Cycling Academy      | + 33 s          |
| 8.º | Tomáš Bucháček  | Elkov-Author                | + 33 s          |
| 9.º | Krists Neilands | Israel Cycling Academy      | + 33 s          |
| 10.º | Egan Bernal     | Androni-Sidermec-Bottecchia | + 34 s          |

### 3.ª etapa
Nitra – Trnava (221,1 km)
| \| Clasificación de la etapa \| Clasificación de la etapa \| Clasificación de la etapa \| Clasificación de la etapa \| Clasificación de la etapa \| \| Ciclista \| Ciclista \| Equipo \| Tiempo \| \| \| ------------------------- \| ------------------------- \| ------------------------- \| ------------------------- \| ------------------------- \| \| 1.º \| Matej Mugerli \| Amplatz-BMC \| 5 h 26 min 04 s \| \| \| 2.º \| Josef Černý \| Elkov-Author \| + 7 s \| \| \| 3.º \| Jan Tratnik \| CCC Sprandi Polkowice \| + 7 s \| \| \| 4.º \| Sergio Higuita \| Manzana Postobón \| + 7 s \| \| \| 5.º \| Michaël Vanthourenhout \| Marlux-Napoleon Games \| + 7 s \| \| \| 6.º \| Peeter Pruus \| Rietumu Banka-Riga \| + 7 s \| \| \| 7.º \| Florian Bissinger \| WSA-Greenlife \| + 7 s \| \| \| 8.º \| Andri Kulyk \| Kolss \| + 7 s \| \| \| 9.º \| Jiří Polnický \| Elkov-Author \| + 7 s \| \| \| 10.º \| Iván Savitski \| Gazprom-RusVelo \| + 7 s \| \| |                        |                       |                 |
| |                        |                       |                 |
| Fuente: ProCyclingStats |                        |                       |                 |
| Clasificación de la etapa |                        |                       |                 |
| Ciclista | Ciclista               | Equipo                | Tiempo          |
| 1.º | Matej Mugerli          | Amplatz-BMC           | 5 h 26 min 04 s |
| 2.º | Josef Černý            | Elkov-Author          | + 7 s           |
| 3.º | Jan Tratnik            | CCC Sprandi Polkowice | + 7 s           |
| 4.º | Sergio Higuita         | Manzana Postobón      | + 7 s           |
| 5.º | Michaël Vanthourenhout | Marlux-Napoleon Games | + 7 s           |
| 6.º | Peeter Pruus           | Rietumu Banka-Riga    | + 7 s           |
| 7.º | Florian Bissinger      | WSA-Greenlife         | + 7 s           |
| 8.º | Andri Kulyk            | Kolss                 | + 7 s           |
| 9.º | Jiří Polnický          | Elkov-Author          | + 7 s           |
| 10.º | Iván Savitski          | Gazprom-RusVelo       | + 7 s           |

| \| Clasificación general \| Clasificación general \| Clasificación general \| Clasificación general \| Clasificación general \| \| Ciclista \| Ciclista \| Equipo \| Tiempo \| \| \| --------------------- \| --------------------- \| --------------------------- \| --------------------- \| --------------------- \| \| 1.º \| Jan Tratnik \| CCC Sprandi Polkowice \| 14 h 48 min 47 s \| \| \| 2.º \| Josef Černý \| Elkov-Author \| + 17 s \| \| \| 3.º \| Ricardo Vilela \| Manzana Postobón \| + 32 s \| \| \| 4.º \| Mattia Cattaneo \| Androni-Sidermec-Bottecchia \| + 32 s \| \| \| 5.º \| Piotr Brożyna \| CCC Sprandi Polkowice \| + 36 s \| \| \| 6.º \| Mihkel Räim \| Israel Cycling Academy \| + 37 s \| \| \| 7.º \| Tomáš Bucháček \| Elkov-Author \| + 37 s \| \| \| 8.º \| Krists Neilands \| Israel Cycling Academy \| + 37 s \| \| \| 9.º \| Jiří Polnický \| Elkov-Author \| + 38 s \| \| \| 10.º \| Egan Bernal \| Androni-Sidermec-Bottecchia \| + 38 s \| \| |                 |                             |                  |
| |                 |                             |                  |
| Fuente: ProCyclingStats |                 |                             |                  |
| Clasificación general |                 |                             |                  |
| Ciclista | Ciclista        | Equipo                      | Tiempo           |
| 1.º | Jan Tratnik     | CCC Sprandi Polkowice       | 14 h 48 min 47 s |
| 2.º | Josef Černý     | Elkov-Author                | + 17 s           |
| 3.º | Ricardo Vilela  | Manzana Postobón            | + 32 s           |
| 4.º | Mattia Cattaneo | Androni-Sidermec-Bottecchia | + 32 s           |
| 5.º | Piotr Brożyna   | CCC Sprandi Polkowice       | + 36 s           |
| 6.º | Mihkel Räim     | Israel Cycling Academy      | + 37 s           |
| 7.º | Tomáš Bucháček  | Elkov-Author                | + 37 s           |
| 8.º | Krists Neilands | Israel Cycling Academy      | + 37 s           |
| 9.º | Jiří Polnický   | Elkov-Author                | + 38 s           |
| 10.º | Egan Bernal     | Androni-Sidermec-Bottecchia | + 38 s           |

### 4.ª etapa
Trnava – Trnava (152,5 km)
| \| Clasificación de la etapa \| Clasificación de la etapa \| Clasificación de la etapa \| Clasificación de la etapa \| Clasificación de la etapa \| \| Ciclista \| Ciclista \| Equipo \| Tiempo \| \| \| ------------------------- \| ------------------------- \| -------------------------------- \| ------------------------- \| ------------------------- \| \| 1.º \| Iván Savitski \| Gazprom-RusVelo \| 3 h 24 min 42 s \| \| \| 2.º \| Rok Korošec \| Amplatz-BMC \| + 0 s \| \| \| 3.º \| Matteo Malucelli \| Androni-Sidermec-Bottecchia \| + 0 s \| \| \| 4.º \| Marco Benfatto \| Androni-Sidermec-Bottecchia \| + 0 s \| \| \| 5.º \| Mihkel Räim \| Israel Cycling Academy \| + 0 s \| \| \| 6.º \| Marco Zamparella \| Amore & Vita-Selle SMP-Fondriest \| + 0 s \| \| \| 7.º \| Mattia Viel \| Unieuro Trevigiani-Hemus 1896 \| + 0 s \| \| \| 8.º \| José Daniel Viejo \| Unieuro Trevigiani-Hemus 1896 \| + 0 s \| \| \| 9.º \| Andri Kulyk \| Kolss \| + 0 s \| \| \| 10.º \| Davide Mucelli \| Meridiana Kamen \| + 0 s \| \| |                   |                                  |                 |
| |                   |                                  |                 |
| Fuente: ProCyclingStats |                   |                                  |                 |
| Clasificación de la etapa |                   |                                  |                 |
| Ciclista | Ciclista          | Equipo                           | Tiempo          |
| 1.º | Iván Savitski     | Gazprom-RusVelo                  | 3 h 24 min 42 s |
| 2.º | Rok Korošec       | Amplatz-BMC                      | + 0 s           |
| 3.º | Matteo Malucelli  | Androni-Sidermec-Bottecchia      | + 0 s           |
| 4.º | Marco Benfatto    | Androni-Sidermec-Bottecchia      | + 0 s           |
| 5.º | Mihkel Räim       | Israel Cycling Academy           | + 0 s           |
| 6.º | Marco Zamparella  | Amore & Vita-Selle SMP-Fondriest | + 0 s           |
| 7.º | Mattia Viel       | Unieuro Trevigiani-Hemus 1896    | + 0 s           |
| 8.º | José Daniel Viejo | Unieuro Trevigiani-Hemus 1896    | + 0 s           |
| 9.º | Andri Kulyk       | Kolss                            | + 0 s           |
| 10.º | Davide Mucelli    | Meridiana Kamen                  | + 0 s           |

## Clasificaciones finales
Las clasificaciones finalizaron de la siguiente forma:

### Clasificación general
| \| Clasificación general \| Clasificación general \| Clasificación general \| Clasificación general \| Clasificación general \| \| Ciclista \| Ciclista \| Equipo \| Tiempo \| \| \| --------------------- \| --------------------- \| --------------------------- \| --------------------- \| --------------------- \| \| 1.º \| Jan Tratnik \| CCC Sprandi Polkowice \| 18 h 13 min 29 s \| \| \| 2.º \| Mattia Cattaneo \| Androni-Sidermec-Bottecchia \| + 32 s \| \| \| 3.º \| Piotr Brożyna \| CCC Sprandi Polkowice \| + 36 s \| \| \| 4.º \| Mihkel Räim \| Israel Cycling Academy \| + 37 s \| \| \| 5.º \| Tomáš Bucháček \| Elkov-Author \| + 37 s \| \| \| 6.º \| Krists Neilands \| Israel Cycling Academy \| + 37 s \| \| \| 7.º \| Patrik Tybor \| Dukla Banská Bystrica \| + 38 s \| \| \| 8.º \| Andriy Vasylyuk \| Kolss \| + 38 s \| \| \| 9.º \| Florian Bissinger \| WSA-Greenlife \| + 39 s \| \| \| 10.º \| Josef Černý \| Elkov-Author \| + 39 s \| \| |                   |                             |                  |
| |                   |                             |                  |
| Fuente: ProCyclingStats |                   |                             |                  |
| Clasificación general |                   |                             |                  |
| Ciclista | Ciclista          | Equipo                      | Tiempo           |
| 1.º | Jan Tratnik       | CCC Sprandi Polkowice       | 18 h 13 min 29 s |
| 2.º | Mattia Cattaneo   | Androni-Sidermec-Bottecchia | + 32 s           |
| 3.º | Piotr Brożyna     | CCC Sprandi Polkowice       | + 36 s           |
| 4.º | Mihkel Räim       | Israel Cycling Academy      | + 37 s           |
| 5.º | Tomáš Bucháček    | Elkov-Author                | + 37 s           |
| 6.º | Krists Neilands   | Israel Cycling Academy      | + 37 s           |
| 7.º | Patrik Tybor      | Dukla Banská Bystrica       | + 38 s           |
| 8.º | Andriy Vasylyuk   | Kolss                       | + 38 s           |
| 9.º | Florian Bissinger | WSA-Greenlife               | + 39 s           |
| 10.º | Josef Černý       | Elkov-Author                | + 39 s           |

### Clasificación por puntos
| Clasificación por puntos | Clasificación por puntos | Clasificación por puntos    | Clasificación por puntos | Clasificación por puntos |
| Ciclista                 | Ciclista                 | Equipo                      | Puntos                   |                          |
| ------------------------ | ------------------------ | --------------------------- | ------------------------ | ------------------------ |
| 1.º                      | Jan Tratnik              | CCC Sprandi Polkowice       | 29 pts                   |                          |
| 2.º                      | Matej Mugerli            | Amplatz-BMC                 | 26 pts                   |                          |
| 3.º                      | Matteo Malucelli         | Androni-Sidermec-Bottecchia | 18 pts                   |                          |
| 4.º                      | Mihkel Räim              | Israel Cycling Academy      | 16 pts                   |                          |
| 5.º                      | Josef Černý              | Elkov-Author                | 15 pts                   |                          |
| 6.º                      | Sergio Higuita           | Manzana Postobón            | 14 pts                   |                          |
| 7.º                      | Marco Benfatto           | Androni-Sidermec-Bottecchia | 14 pts                   |                          |
| 8.º                      | Iván Savitski            | Gazprom-RusVelo             | 12 pts                   |                          |
| 9.º                      | Rok Korošec              | Amplatz-BMC                 | 11 pts                   |                          |
| 10.º                     | Florian Bissinger        | WSA-Greenlife               | 10 pts                   |                          |

### Clasificación de la montaña
| Clasificación de la montaña | Clasificación de la montaña | Clasificación de la montaña      | Clasificación de la montaña | Clasificación de la montaña |
| Ciclista                    | Ciclista                    | Equipo                           | Puntos                      |                             |
| --------------------------- | --------------------------- | -------------------------------- | --------------------------- | --------------------------- |
| 1.º                         | Daniel Turek                | Israel Cycling Academy           | 21 pts                      |                             |
| 2.º                         | Matej Mugerli               | Amplatz-BMC                      | 15 pts                      |                             |
| 3.º                         | Bernardo Suaza              | Manzana Postobón                 | 15 pts                      |                             |
| 4.º                         | Ricardo Vilela              | Manzana Postobón                 | 13 pts                      |                             |
| 5.º                         | Sergey Luchshenko           | Astana City                      | 10 pts                      |                             |
| 6.º                         | Peeter Pruus                | Rietumu Banka-Riga               | 9 pts                       |                             |
| 7.º                         | Mattia Viel                 | Unieuro Trevigiani-Hemus 1896    | 7 pts                       |                             |
| 8.º                         | Egan Bernal                 | Androni-Sidermec-Bottecchia      | 6 pts                       |                             |
| 9.º                         | Redi Halilaj                | Amore & Vita-Selle SMP-Fondriest | 3 pts                       |                             |
| 10.º                        | Mattia Cattaneo             | Androni-Sidermec-Bottecchia      | 2 pts                       |                             |

### Clasificación por equipos
| Clasificación por equipos | Clasificación por equipos | Clasificación por equipos | Clasificación por equipos |
| Equipo                    | Equipo                    | Tiempo                    |                           |
| ------------------------- | ------------------------- | ------------------------- | ------------------------- |
| 1.º                       | Androni Giocattoli        | 54 h 42 min 20 s          |                           |
| 2.º                       | Elkov-Author              | + 10 s                    |                           |
| 3.º                       | Israel Cycling Academy    | + 17 s                    |                           |
| 4.º                       | Astana City               | + 36 s                    |                           |
| 5.º                       | Kolss                     | + 1 min 10 s              |                           |
| 6.º                       | Manzana Postobón          | + 1 min 17 s              |                           |
| 7.º                       | Marlux-Napoleon Games     | + 2 min 15 s              |                           |
| 8.º                       | WSA-Greenlife             | + 2 min 54 s              |                           |
| 9.º                       | Amplatz-BMC               | + 3 min 15 s              |                           |
| 10.º                      | Meridiana Kamen           | + 4 min 17 s              |                           |

## Evolución de las clasificaciones
| Etapa                   | Vencedor                | Clasificación general | Clasificación por puntos | Clasificación de la montaña | Clasificación de los jóvenes | Clasificación del mejor eslovaco | Clasificación por equipos   |
| ----------------------- | ----------------------- | --------------------- | ------------------------ | --------------------------- | ---------------------------- | -------------------------------- | --------------------------- |
| Prólogo                 | Jan Tratnik             | Jan Tratnik           | no otorgado              | no otorgado                 | Piotr Brożyna                | Patrik Tybor                     | CCC Sprandi Polkowice       |
| 1.ª                     | Mihkel Räim             | Jan Tratnik           | Jan Tratnik              | Daniel Turek                | Piotr Brożyna                | Patrik Tybor                     | Elkov-Author                |
| 2.ª                     | Matteo Malucelli        | Jan Tratnik           | Jan Tratnik              | Daniel Turek                | Piotr Brożyna                | Patrik Tybor                     | Elkov-Author                |
| 3.ª                     | Matej Mugerli           | Jan Tratnik           | Jan Tratnik              | Daniel Turek                | Piotr Brożyna                | Patrik Tybor                     | Elkov-Author                |
| 4.ª                     | Ivan Savitskiy          | Jan Tratnik           | Jan Tratnik              | Daniel Turek                | Piotr Brożyna                | Patrik Tybor                     | Androni Giocattoli-Sidermec |
| Clasificaciones finales | Clasificaciones finales | Jan Tratnik           | Jan Tratnik              | Daniel Turek                | Piotr Brożyna                | Patrik Tybor                     | Androni Giocattoli-Sidermec |